# Szaídi
A szaídi (arabul سعيدي – saʿīdī) az orientális tánc egyik, Felső-Egyiptomból eredő válfaja. Folklorikus elemekből felépülő botos tánc, sok botpörgetést, -dobálást, -csapkodást, illetve sok ugró lépéskombinációt tartalmaz.

## Története
Korábban férfiak kezdték táncolni ezt a stílust, melynek lényege az elmúlt vagy közelgő harc illusztrálása, vicces elmesélése egy, esetleg kettő bot felhasználásával; tánc közben akrobatikus botpörgetések, dobálások fordulnak elő. Ezt a férfitáncot tahtíbnak nevezik. A nők nőies mozdulatokkal ötvözték ezt a stílust táncukban. A női szaídi tánc célja a férfiak szórakoztatása azáltal, hogy megmutatja, milyen jól bánik a nő a bottal. A bot a férfit szimbolizálja, de nem feltétlen szexuális vonatkozással – a nő teljes mértékben uralja a botot tánca közben, azt csinál vele, amit csak akar.

## Öltözéke
A női ruhaviselet egy hosszú, zsákszerű ruha, hosszú ujjal, mély dekoltázsa alatt egy mellet tartó résszel. Maga a ruha gazdagon díszített, többnyire arany vagy ezüst érmékkel, csípőtájékon, ujj alján, a ruha alján és nyaki részen. Egy derékövet is kötnek a ruhán kívül, mely a tánc közbeni csípőmozgásokat igencsak kihangsúlyozza.